# Llista dels edificis més alts dels Estats Units
Als Estats Units hi ha alguns dels gratacels més alts del món. Heus aquí una llista dels cinquanta edificis més alts d'aquest país, segons la seva alçada oficial.

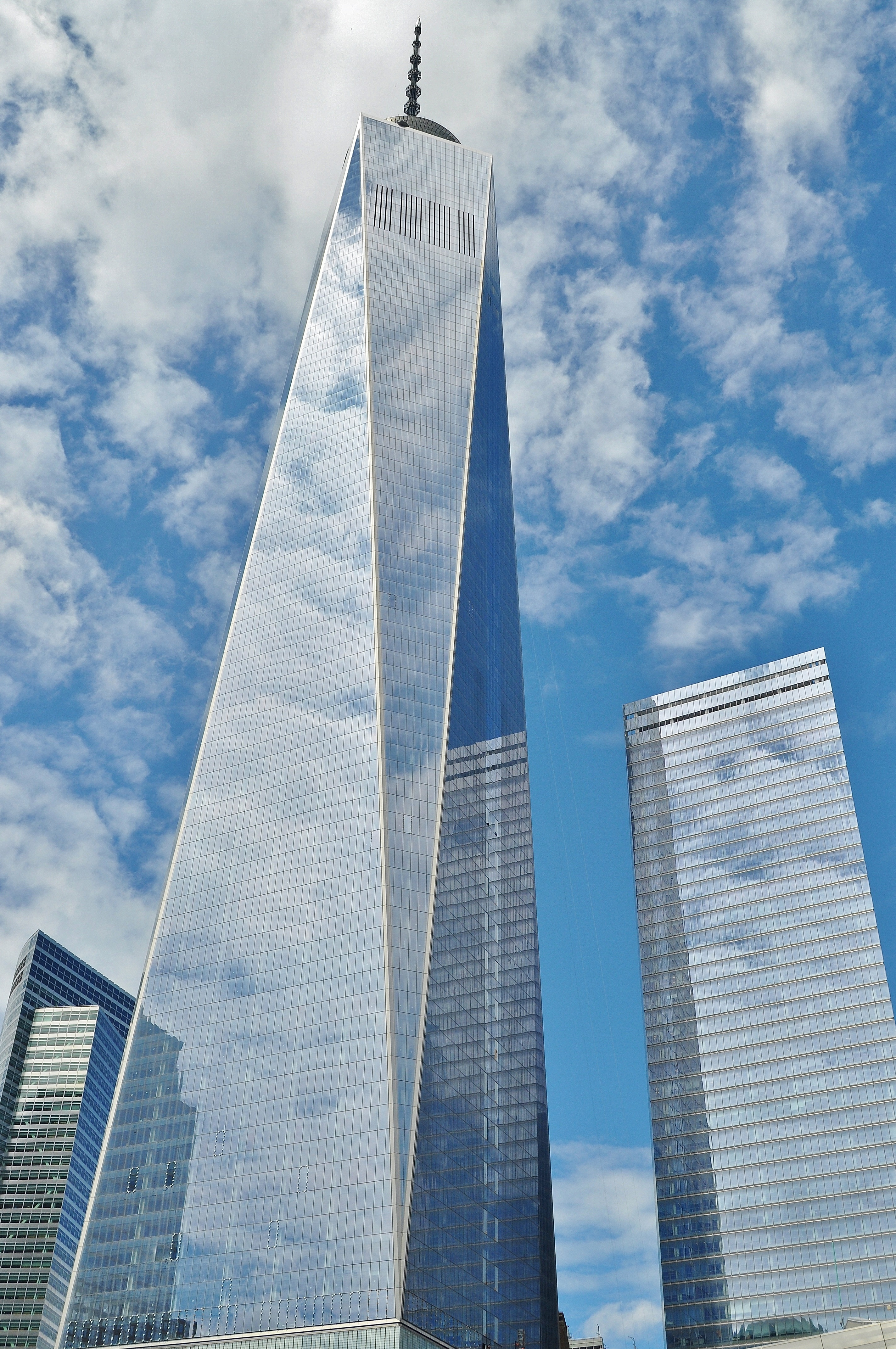
1) One World Center

Abans dels atemptats de l'11 de setembre de 2001, les torres bessones del World Trade Center ocupaven la segona i tercera posició a la llista d'aquí sota, la primera torre s'elevava a una alçada de 417 m i la segona a una alçada de 415 m. La Freedom Tower, que ha de reemplaçar les antigues torres del World Trade Center sobre el Ground Zero, hauria de constituir la torre més alta dels Estats Units. La Chicago Spire (La «fletxa de Chicago»), anteriorment coneguda amb el nom de Fordham Spire («fletxa de Fordham»), és un projecte de torre a Chicago (Illinois), de la qual la fi dels treballs és prevista per al 2010. Aquesta torre seria més alta que la Freedom Tower, ja que arribaria als 610 m. Un altre projecte de gratacel, la Las Vegas Tower a Las Vegas (Nevada), si es concreta, s'acabarà durant l'any 2011 i serà també més alta que la Freedom Tower, amb una alçada de 575 m.
Altres projectes arquitecturals són en curs de construcció als Estats Units, com la Signature Tower a Nashville (Tennessee) (319 m), el Comcast Center a Filadèlfia (297 m), el Trump International Hotel and Tower (415 m) i la Waterview Tower a Chicago (319 m). Si tots aquests projectes arriben al seu terme, nou dels edificis més alts dels Estats Units estaran situats ja sigui a Nova York (3 - Freedom Tower, Empire State Building i Chrysler Building), a Chicago (6 - Fordham Spire, Sears Tower, Trump International, Aon Center, John Hancock Building i Waterview Tower), l'únic edifici restant seria la Signature Tower situada a Nashville.

## Classificació seguint l'alçada oficial

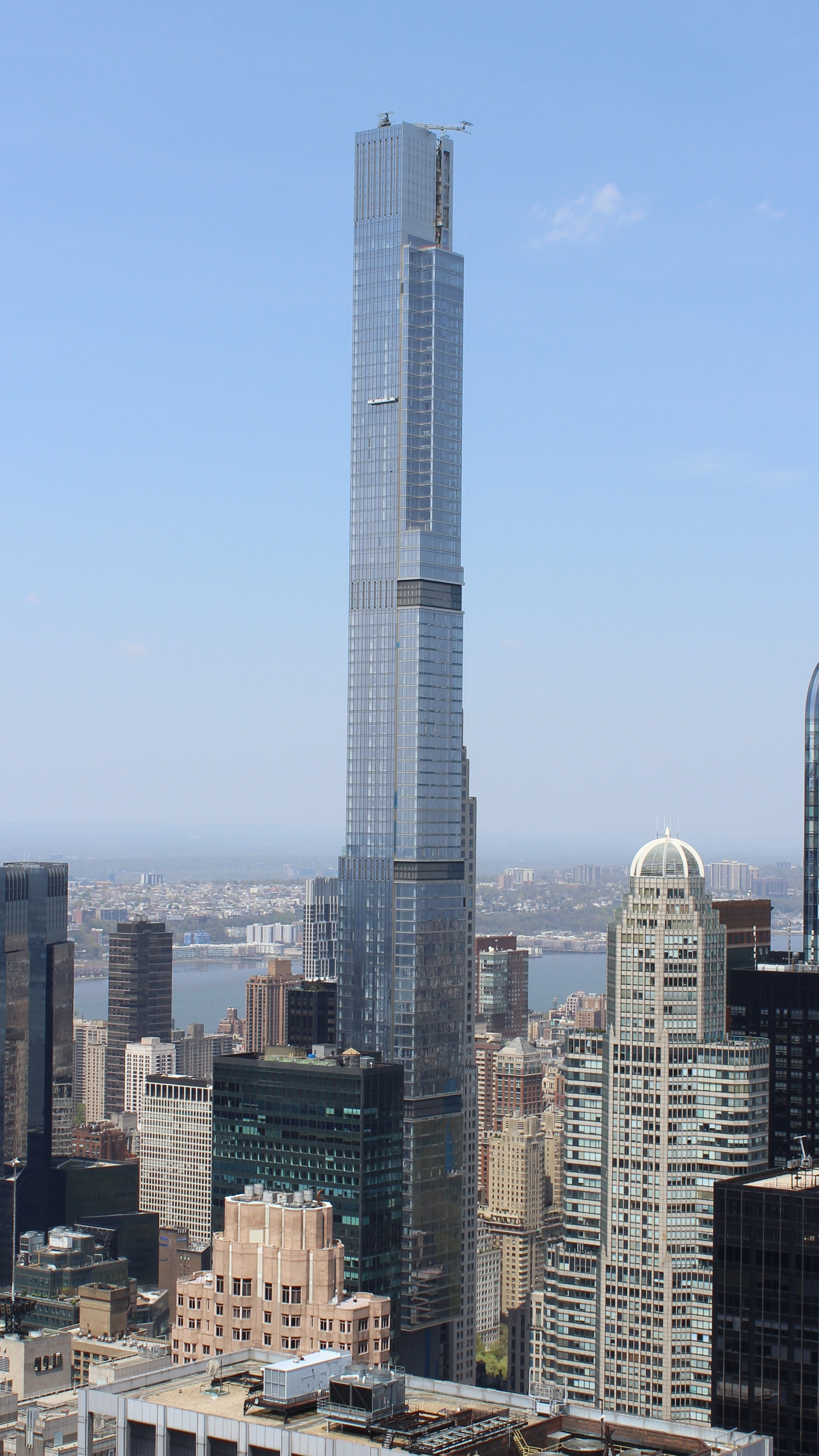
2) Central Park Tower

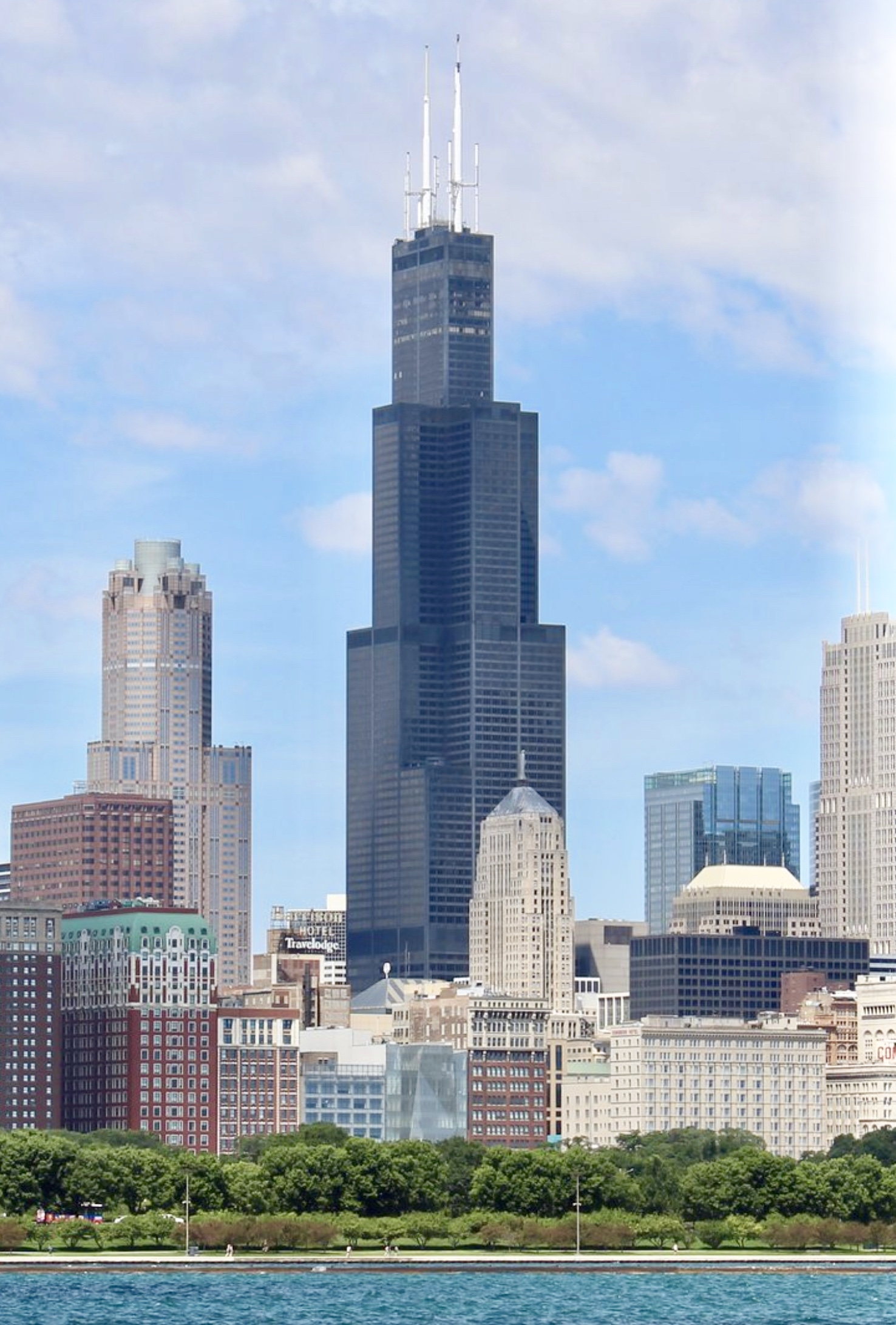
3) Willis Tower

Aquesta classificació es basa en la mida estructural de l'edifici (mesura vertical compresa entre la base de l'edifici i el seu element arquitectural estructural el més elevat):
| Rang | Nom                                   | Ciutat        | Alçada | Pisos | Construcció |
| ---- | ------------------------------------- | ------------- | ------ | ----- | ----------- |
| 1    | One World Trade Center                | Nova York     | 543m   | 94    | 2015        |
| 2    | Central Park Tower                    | Nova York     | 472 m  | 99    | 2021        |
| 3    | Torre Willis                          | Chicago       | 442 m  | 108   | 1974        |
| 4    | 111 West 57th Street                  | Nova York     | 435 m  | 85    | 2021        |
| 5    | One Vanderbilt                        | Nova York     | 427m   | 73    | 2021        |
| 6    | 432 Park Avenue                       | Nova York     | 425 m  | 85    | 2015        |
| 7    | Trump International Hotel and Tower   | chicago       | 423 m  | 98    | 2009        |
| 8    | 30 Hudson Yards                       | Nova York     | 390 m  | 73    | 2020        |
| 9    | Empire State Building                 | Nova York     | 381 m  | 102   | 1931        |
| 10   | Bank of America Tower                 | Nova York     | 368 m  | 55    | 2009        |
| 11   | St. Regis Chicago                     | Chicago       | 365 m  | 101   | 2020        |
| 12   | Aon Center                            | Chicago       | 346m   | 83    | 1973        |
| 13   | 875 North Michigan Avenue             | Chicago       | 344 m  | 100   | 1969        |
| 14   | Comcast Technology Center             | Filadèlfia    | 342 m  | 30    | 2018        |
| 15   | Wilshire Grand Center                 | Los Angeles   | 335 m  | 73    | 2017        |
| 16   | 3 World Trade Center                  | Nova York     | 329 m  | 80    | 2018        |
| 17   | Salesforce Tower                      | San Francisco | 326 m  | 61    | 2018        |
| 18   | The Brooklyn Tower                    | Nova york     | 325 m  | 74    | 2022        |
| 19   | 53W53                                 | Nova York     | 320 m  | 77    | 2019        |
| 20   | Chrysler Building                     | Nova York     | 318 m  | 77    | 1930        |
| 21   | New York Times Building               | Nova York     | 318 m  | 52    | 2007        |
| 22   | The Spiral                            | Nova York     | 318 m  | 66    | 2022        |
| 23   | Bank of America Plaza                 | Atlanta       | 312 m  | 55    | 1992        |
| 24   | U.S. Bank Tower                       | Los Angeles   | 310 m  | 73    | 1989        |
| 25   | 50 Hudson Yards                       | Nova york     | 308 m  | 58    | 2022        |
| 26   | 35 Hudson Yards                       | Nova York     | 308 m  | 73    | 2022        |
| 27   | Franklin Center                       | Chicago       | 306 m  | 62    | 1989        |
| 28   | One57                                 | Nova York     | 306 m  | 90    | 2014        |
| 29   | JPMorgan Chase Tower                  | Houston       | 305 m  | 79    | 1982        |
| 30   | Two Prudential Plaza                  | Chicago       | 303 m  | 69    | 1990        |
| 31   | One Manhattan West                    | Nova York     | 303 m  | 69    | 2019        |
| 32   | Manhattan West                        | Nova York     | 303 m  | 58    | 2022        |
| 34   | Wells Fargo Plaza                     | Houston       | 298 m  | 75    | 1983        |
| 35   | 4 World Trade Center                  | Nova York     | 298 m  | 78    | 2013        |
| 36   | Comcast Center                        | Filadèlfia    | 296 m  | 60    | 2008        |
| 37   | One Chicago Square                    | Chicago       | 296 m  | 78    | 2021        |
| 38   | Columbia Center                       | Seatlle       | 294 m  | 83    | 1985        |
| 39   | 311 South Wacker Drive                | Chicago       | 293 m  | 67    | 1990        |
| 40   | 220 Central Park South                | Nova York     | 290 m  | 67    | 2020        |
| 41   | 70 Pine Street                        | Nova york     | 290 m  | 67    | 1932        |
| 42   | Key Tower                             | Cleveland     | 288 m  | 57    | 1991        |
| 43   | One Liberty Place                     | Filadèlfia    | 288 m  | 61    | 1987        |
| 44   | Four Seasons Hotel Nova York Downtown | Nova york     | 285 m  | 67    | 2015        |
| 45   | 40 Wall Street                        | Noya york     | 283 m  | 70    | 1930        |
| 46   | Bank of America Plaza                 | Dallas        | 281 m  | 70    | 1985        |
| 47   | Citigroup Center                      | Nova York     | 279 m  | 59    | 1977        |
| 48   | 15 Hudson Yards                       | Nova york     | 278 m  | 70    | 2018        |
| 49   | 125 Greenwich Street                  | Nova York     | 278 m  | 77    | 2016        |
| 50   | Williams Tower                        | Houston       | 275 m  | 66    | 1983        |

## Els edificis més alts segons l'alçada del pinacle
Aquesta llista enumera els edificis segons la mesura de l'alçada del pinacle, que inclou pals d'antena. La mesura de l'alçada arquitectònica estàndard, que exclou les antenes a l'alçada de l'edifici, s'inclou amb finalitats comparatives.

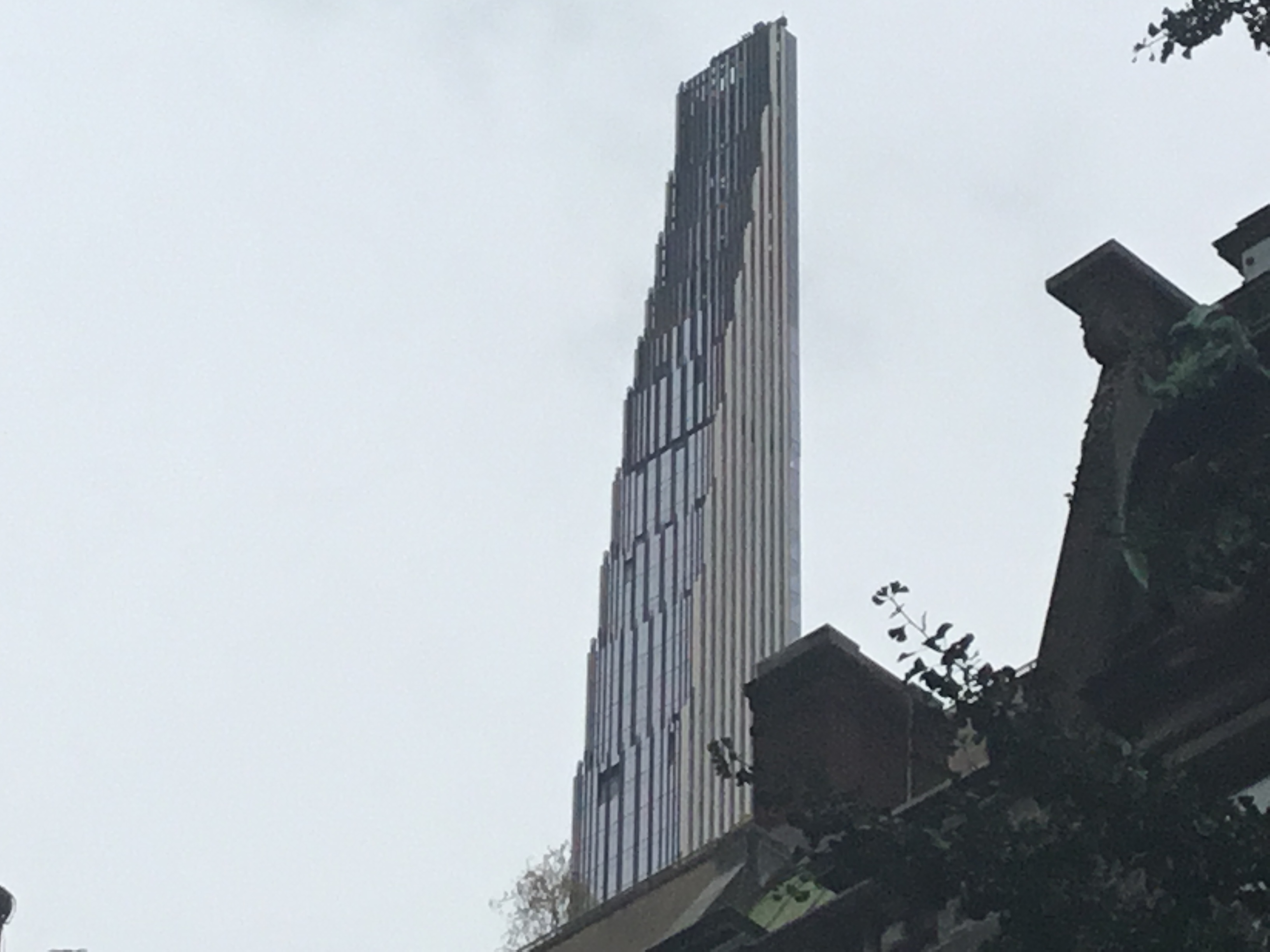
4) 111 West 57th Street

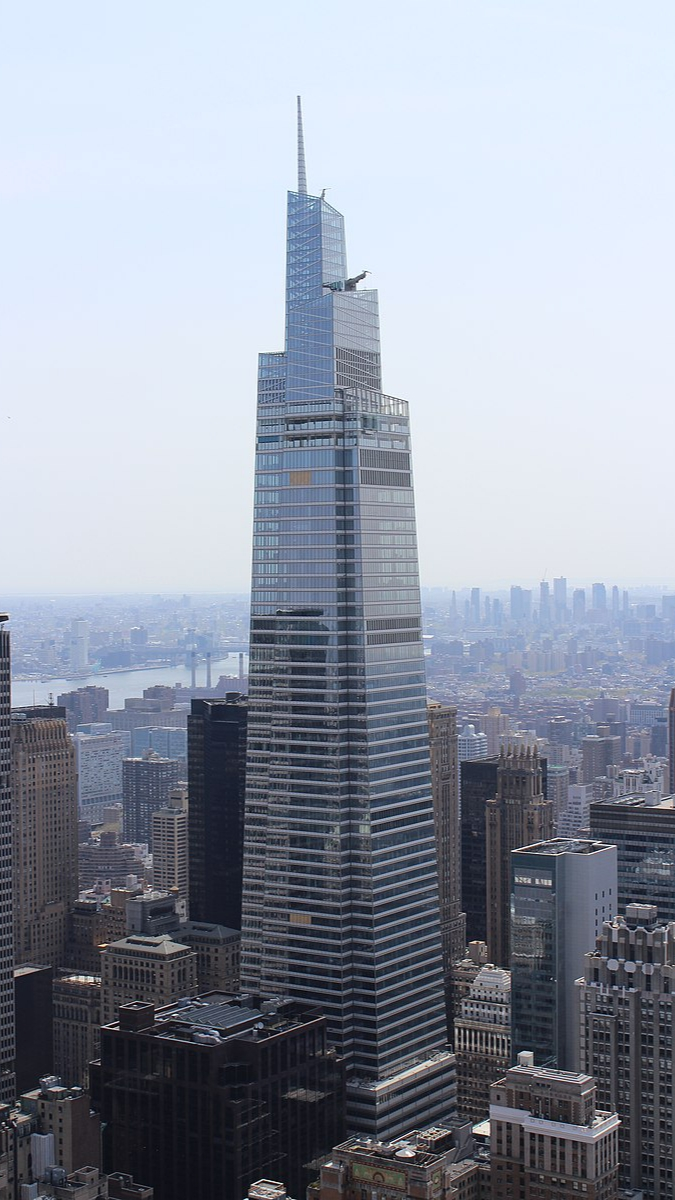
5) One Vanderbilt

| Rang | Nom                                 | Ciutat        | Alçada amb pinacle | Alçada arquitectònica |
| ---- | ----------------------------------- | ------------- | ------------------ | --------------------- |
| 1    | One World Trade Center              | Nova York     | 546m               | 541m                  |
| 2    | Torre Willis                        | Chicago       | 527m               | 442m                  |
| 3    | Central Park Tower                  | Nova York     | 472m               | 472m                  |
| 4    | John Hancock Center                 | Chicago       | 457m               | 344m                  |
| 5    | Empire State Building               | Nova York     | 443m               | 381m                  |
| 6    | 111 West 57th Street                | Nova York     | 435m               | 435m                  |
| 7    | One Vanderbilt                      | Nova York     | 427m               | 427m                  |
| 8    | 432 Park Avenue                     | Nova York     | 426m               | 426m                  |
| 9    | Trump International Hotel and Tower | Chicago       | 423m               | 423m                  |
| 10   | 30 Hudson Yards                     | Nova York     | 386m               | 386m                  |
| 11   | Bank of America Tower               | Nova York     | 366m               | 366m                  |
| 12   | St. Regis Chicago                   | Chicago       | 363m               | 363m                  |
| 13   | Aon Center                          | Chicago       | 346m               | 346m                  |
| 14   | Comcast Technology Center           | Filadèlfia    | 342m               | 342m                  |
| 15   | Condé Nast Building                 | Nova York     | 341m               | 247m                  |
| 16   | Wilshire Grand Center               | Los Angeles   | 335m               | 283m                  |
| 17   | 3 World Trade Center                | Nova York     | 329m               | 329m                  |
| 18   | Salesforce Tower                    | San Francisco | 326m               | 326m                  |
| 19   | 9 DeKalb Avenue                     | Nova York     | 325m               | 325m                  |
| 20   | Chrysler Building                   | Nova York     | 319m               | 319m                  |
| 21   | The New York Times Building         | Nova York     | 319m               | 319m                  |
| 22   | Bank of America Plaza               | Atlanta       | 312m               | 312m                  |
| 23   | U.S. Bank Tower                     | Los Angeles   | 310m               | 310m                  |
| 24   | Franklin Center                     | Chicago       | 307m               | 270m                  |
| 25   | One57                               | Nova York     | 306m               | 306m                  |
| 26   | JPMorgan Chase Tower                | Houston       | 305m               | 305m                  |
| 27   | One Shell Plaza                     | Houston       | 305m               | 218m                  |
| 28   | Two Prudential Plaza                | Chicago       | 303m               | 303m                  |
| 29   | Wells Fargo Bank Plaza              | Houston       | 302m               | 302m                  |
| 30   | Four World Trade Center             | Nova York     | 298m               | 298m                  |
| 31   | Comcast Center                      | Filadèlfia    | 295m               | 295m                  |
| 32   | One Chicago East Tower              | Chicago       | 296m               | 296m                  |
| 33   | Columbia Center                     | Seatlle       | 295m               | 295m                  |
| 34   | 311 South Wacker Drive              | Chicago       | 293m               | 293m                  |
| 35   | 70 Pine Street                      | Nova York     | 290m               | 290m                  |
| 36   | Key Tower                           | Cleveland     | 289m               | 289m                  |
| 37   | One Liberty Place                   | Filadèlfia    | 288m               | 288m                  |
| 38   | Bloomberg Tower                     | Nova York     | 287m               | 243m                  |
| 39   | The Trump Building                  | Nova York     | 283m               | 283m                  |
| 40   | Bank of America Plaza               | Dallas        | 281m               | 281m                  |
| 41   | Citigroup Center                    | Nova York     | 279m               | 279m                  |
| 42   | One Prudential Plaza                | Chicago       | 278m               | 183m                  |
| 43   | IDS Center                          | Minneapolis   | 277m               | 241m                  |
| 44   | Prudential Tower                    | Boston        | 276m               | 228m                  |
| 45   | SunTrust Plaza                      | Atlanta       | 275m               | 265m                  |
| 46   | Williams Tower                      | Houston       | 275m               | 275m                  |
| 47   | Renaissance Tower                   | Dallas        | 270m               | 270m                  |
| 48   | Westin Peachtree Plaza Hotel        | Atlanta       | 269m               | 269m                  |
| 49   | 900 North Michigan                  | Chicago       | 265m               | 265m                  |
| 50   | Bank of America Corporate Center    | Charlotte     | 265m               | 265m                  |